# Bourguyia maculata
Bourguyia maculata is een hooiwagen uit de familie Gonyleptidae. De soortnaam is bijgewerkt naar de latere formatie, van "maculatus" De originele naamcombinatie (protoniem) was Caldasius maculatus Roewer1930